# The Way You Are
The Way You Are è una canzone del gruppo pop rock danese Anti Social Media tratta dal loro EP di debutto The Way. La canzone ha rappresentato la Danimarca all'Eurovision Song Contest 2015, non riuscendo ad accedere alle finali e classificandosi tredicesima con 33 punti nella prima semifinale. La canzone è stata lanciata come download digitale in Danimarca il 26 gennaio 2015, arrivando al 38º posto della Track Top-40. È la prima canzone danese a non accedere alle finali dell'Eurovision dall'edizione del 2007.

## Video musicale
Un video musicale della lunghezza di 3 minuti e 19 secondi è stato pubblicato su YouTube il 31 gennaio 2015 come accompagnamento della canzone.

## Performance dal vivo
Il 7 febbraio 2015 hanno cantato dal vivo la canzone al Melodi Grand Prix. Il 19 maggio dello stesso anno hanno cantato, sempre dal vivo, durante la prima semifinale dell'Eurovision Song Contest 2015 al Wiener Stadthalle di Vienna.

## Classifiche

### Classifiche settimanali
| Classifica | Posizione massima |
| ---------- | ----------------- |
| Danimarca  | 38                |
| Islanda    | 55                |